# Tshabong
Tshabong, também escrita Tsabong, é uma cidade do Botswana localizada no distrito de Kgalagadi no deserto do Kalahari. De acordo com o censo de 2011, a população era de 8.939 habitantes.